# Labasa
Labasa, Lambasa – miasto na Fidżi, w północno-wschodniej części wyspy Vanua Levu. Miasto jest największe na wyspie i liczy, według danych szacunkowych na rok 2009 28 083 mieszkańców. Leży w delcie utworzonej przez 3 rzeki: Wailevu, Labasa i Qawa. Ośrodek handlowy regionu rolniczego, produkcja cukru trzcinowego. Miasto jest stolicą Dystryktu Północnego i prowincji Macuata. W mieście znajduje się lokalny port lotniczy.